# Terminator 2: el juicio final
Terminator 2: el juicio final (en inglés, Terminator 2: Judgment Day) es una película estadounidense de acción y ciencia ficción dirigida y producida por James Cameron, quien coescribió el guion junto con William Wisher Jr. Protagonizada por Arnold Schwarzenegger, Linda Hamilton, Robert Patrick y Edward Furlong, constituye la secuela de The Terminator (1984) y la segunda entrega de la franquicia Terminator.  
La trama sigue a Sarah Connor (Hamilton) y su hijo de diez años, John (Furlong), quienes son perseguidos por un T-1000 (Patrick), un Terminator revolucionario compuesto de metal líquido, capaz de cambiar de forma y enviado del futuro para asesinar a John y evitar su liderazgo en la resistencia humana. Paralelamente, un segundo Terminator (Schwarzenegger), menos avanzado tecnológicamente, es enviado para proteger al joven Connor.  
Aunque las conversaciones sobre una secuela comenzaron tras el estreno de la primera película, el proyecto se retrasó por limitaciones técnicas en efectos digitales y disputas legales con Hemdale Film Corporation, que poseía parte de los derechos. En 1990, Carolco Pictures adquirió los derechos y reinició la producción, reuniendo al equipo original. El rodaje, realizado entre octubre de 1990 y marzo de 1991, marcó hitos en efectos visuales, incluyendo el primer uso de movimiento humano digitalizado para un personaje CGI y el primer protagonista parcialmente generado por computadora. Con un presupuesto de 94 a 102 millones de USD, se convirtió en la película más costosa de su época.  
Estrenada el 1 de julio de 1991 en los cines Cineplex Odeon Century Plaza de Century City (Los Ángeles), recaudó 520 millones USD mundialmente, coronándose como la película más taquillera del año. Su éxito crítico se reflejó en nominaciones a premios como los Óscar, BAFTA, Saturn y MTV Movie & TV Awards, ganando varios de ellos. Además, fue incluida en listas del American Film Institute (AFI), destacando en: AFI's 100 años... 100 películas de suspense (puesto 77.º), AFI's 10 Top 10 (8.ª en ciencia ficción), AFI's 100 años... 100 frases («Hasta la vista, baby», 76.º lugar) y AFI's 100 años... 100 héroes y villanos (Terminator como 48.º «héroe»).  
La franquicia continuó con Terminator 3: La rebelión de las máquinas (2003), Terminator Salvation (2009), Terminator Génesis (2015) y Terminator: Dark Fate (2019), siendo esta última una secuela directa de Terminator 2 que ignora las entregas intermedias. En 2017, la película fue remasterizada en resolución 4K y 3D para su relanzamiento.

## Argumento

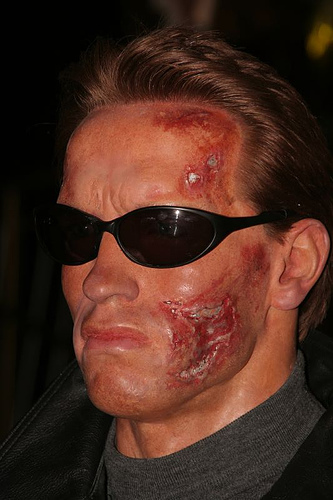
Representación del T-800.

En el año 1995, unos once años después de los eventos de The Terminator, John Connor (Edward Furlong) vive en Los Ángeles con sus padres adoptivos. Su madre Sarah Connor (Linda Hamilton), lo preparó toda su infancia para su futuro papel como líder de la «Resistencia humana» contra Skynet, pero tras intentar bombardear una fábrica de computadoras es arrestada y enviada a un hospital psiquiátrico a cargo del doctor Peter Silberman (Earl Boen), quien se encarga de supervisar a Sarah.
Skynet envía un nuevo Terminator, un T-1000 (Robert Patrick), al pasado para matar a John; este está compuesto de una «polialeación mimética», un metal líquido que le permite tomar la forma y apariencia de cualquier persona o cosa que toque. Aunque no puede imitar máquinas complejas como pistolas o bombas, es capaz de moldear partes de sí mismo en cuchillos y armas punzantes, además de imitar la voz y la apariencia de los humanos. El T-1000 asume la identidad de un policía y persigue a John. Mientras tanto, el John Connor del futuro (del año 2029) enterado del plan de Skynet, decide enviar a un Terminator T-800 (Arnold Schwarzenegger) —modelo 101 de Cyberdyne Systems— reprogramado, similar al que persiguió a Sarah en el año 1984, con la misión de proteger a su homólogo más joven del T-1000.
El T-800 y el T-1000 encuentran a John en un centro comercial y se produce una persecución en la que John y el T-800 escapan en motocicleta; el T-800 le explica al niño que le programaron para protegerlo y obedecerlo. Temiendo que el T-1000 mate a Sarah, John ordena al T-800 que le ayude a liberarla del hospital psiquiátrico encontrando a Sarah en medio de su propio intento de fuga; esta inicialmente está aterrorizada por encontrarse con el Terminator, pero acepta su ayuda después de ver que la protege del T-1000 y los ayuda a escapar. 
El T-800 informa a John y Sarah sobre Skynet, la inteligencia artificial que iniciará un holocausto nuclear en el «Juicio Final» y continuará creando máquinas que acabarán con la humanidad. Sarah se entera de que el responsable más directo de la creación de Skynet es Miles Dyson (Joe Morton), un ingeniero de Cyberdyne Systems que trabaja en un nuevo y revolucionario microprocesador que formará la base de dicha inteligencia. Sarah obtiene armas de un viejo amigo llamado Enrique Salceda (Cástulo Guerra) para huir con John a México, pero después de tener una pesadilla sobre una explosión nuclear, se despierta y se marcha sola dispuesta a matar a Dyson antes de que culmine su investigación. 

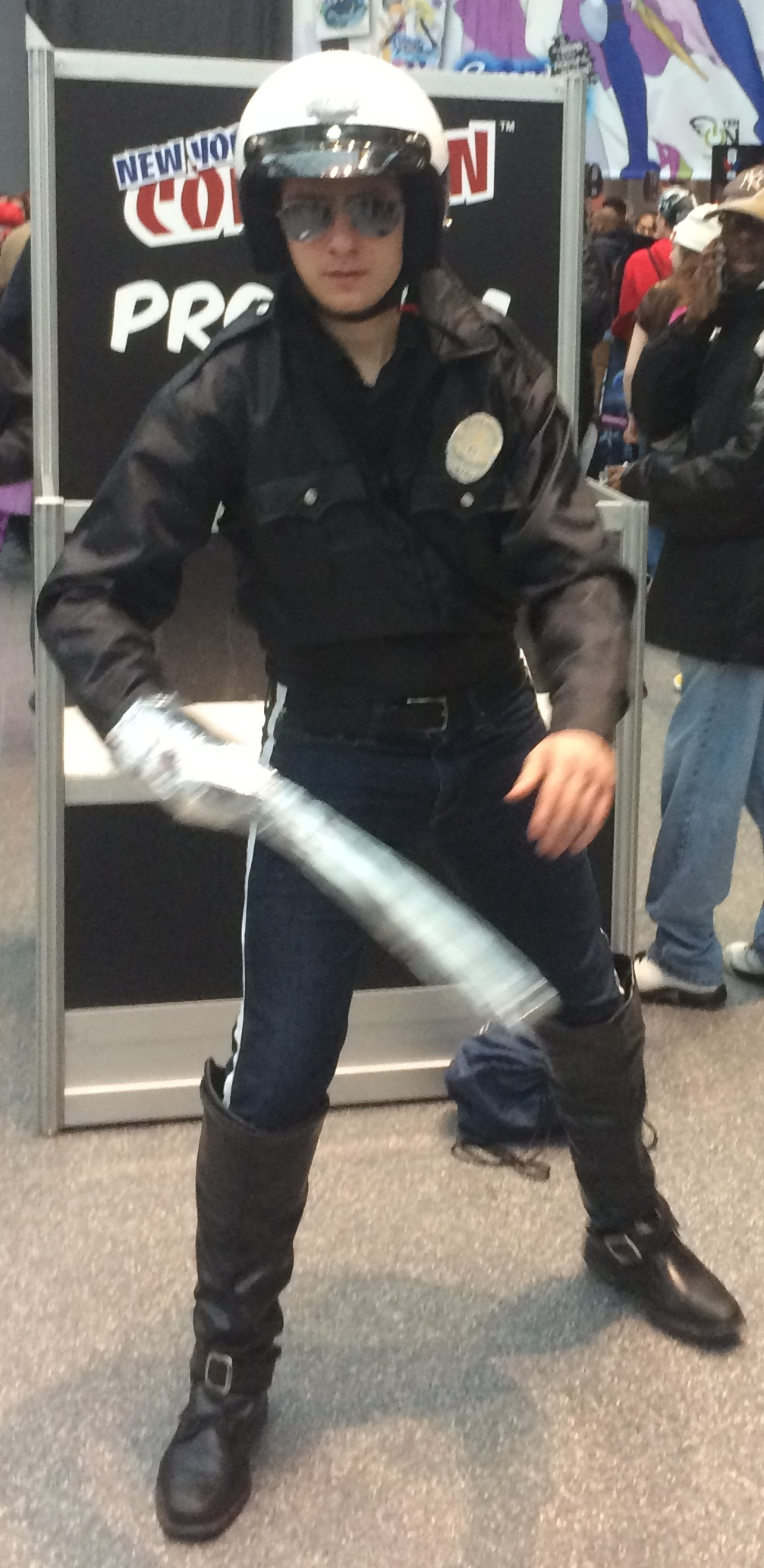
Cosplay del T-1000.

Tras dispararle en su casa, se ve incapaz de matarlo frente a su familia. Tras adivinar su plan, John y el T-800 llegan e informan a Miles de las consecuencias de su trabajo. Ahí se enteran de que gran parte de su investigación se ha realizado mediante ingeniería inversa a partir de la CPU y el brazo del primer Terminator. Minutos después, se dirigen al edificio de Cyberdyne Systems para destruir todo el trabajo; John y Dyson recuperan el brazo y la CPU, mientras el T-800 y Sarah ponen bombas para destruir el laboratorio. Un equipo SWAT llega alertado por los guardias, pero el T-800, a quien John le había prohibido matar personas, hiere en las piernas a los policías y roba un furgón para huir. Miles, quien fue herido de muerte, decide sacrificarse y detona las bombas mientras el resto huye.
El T-1000 se entera por radio del ataque a Cyberdyne Systems y parte hacia el lugar, persiguiéndolos primero en un helicóptero y posteriormente en un camión cisterna que transporta nitrógeno líquido hasta una fundición, donde producto de la colisión del camión, el nitrógeno líquido se dispersa y congela al T-1000; el T-800 lo destruye de un disparo, pero el calor de las calderas lo devuelve a su estado líquido. 
Mientras Sarah y John escapan por las instalaciones, ambos Terminators se enfrentan hasta que el T-1000 deja gravemente dañado al T-800 y logra desactivarlo al dañar su fuente de energía. Posteriormente, se presenta frente a John con la apariencia de Sarah, pero no consigue engañarlo y la verdadera Sarah lo enfrenta e incapacita al dispararle con una escopeta de corredera de alto poder evitando que se regenere, mientras con los impactos intenta empujarlo a una caldera de metal fundido, sin embargo, se queda sin municiones antes de lograrlo.
El T-800 se reinicia y le dispara con un lanzagranadas al T-1000, haciéndolo caer en la caldera, donde es destruido; John también arroja los componentes del Terminator original a la tina. Después, el T-800 pide a Sarah que lo baje hasta el acero para evitar el potencial peligro que significan la presencia de sus componentes para crear a Skynet. Sarah mira al futuro con esperanza, con la creencia de que si una máquina puede aprender el valor de la vida humana, es posible que la humanidad no esté condenada a la autodestrucción.

## Reparto principal
- Arnold Schwarzenegger como Terminator T-800: Un androide construido como un organismo sintético compuesto de tejido vivo sobre un endoesqueleto de «hipealeación» de titanio que es reprogramado y enviado al pasado para proteger a John Connor. Según los informes, Schwarzenegger recibió 15 millones USD por el papel.[2][3]
  - Matt McColm hizo de su doble.[4]
- Linda Hamilton como Sarah Connor: Madre de John, el futuro líder de la «Resistencia humana» en la guerra contra Skynet. Hamilton repitió tras la anterior película por un salario de 1 millón USD.[5] En su preparación, Hamilton se sometió a un extenso régimen de entrenamiento de trece semanas con el entrenador personal Anthony Cortes durante tres horas seis días a la semana antes de que comenzara la filmación. Además, perdió 5,4 kg con una dieta baja en grasas, que se llevó a cabo durante los seis meses de rodaje de la película. El actor y excomando israelí Uzi Gal le proporcionó entrenamiento para sus escenas de acción.[6] Sobre su trabajo con Gal, Hamilton declaró que realizó «judo y entrenamiento militar de alta resistencia» y «cambiar cargadores, revisar una habitación al entrar, verificar asesinatos».[7] La hermana gemela de Linda, Leslie Hamilton Gearren, también interpretó a Sarah cuando se requirió que hubiera dos personajes en la misma toma.[7]
- Robert Patrick como T-1000: Un terminador prototípico avanzado que cambia de forma y es enviado al pasado para asesinar a John. Cameron declaró que «quería encontrar a alguien que fuera un buen contraste con Arnold. Si la serie 800 es una especie de tanque Panzer humano, entonces la serie 1000 tenía que ser un Porsche».[8][9]
- Joe Morton como Miles Dyson: Ingeniero de Cyberdyne Systems, cuya investigación conducirá a la formación de Skynet.[10] Según el propio Morton, Cameron le dio el papel tras una broma sobre su color de piel: «Entré y leí, y [Cameron] me pidió que esperara, y fui a leer de nuevo, y me dijo: “¿Por qué este personaje, por qué esta película era tan importante para mí?” Esto, a causa de una broma que Richard Pryor había contado. Y dijo: “¿Qué es eso?” Y Richard Pryor bromeó diciendo que la razón por la que los personajes negros se matan en películas o no están es porque Hollywood no piensa que estaré allí en el futuro. Cameron se rio y luego me dio el papel».[11]
- Earl Boen como Dr. Peter Silberman: Es el psiquiatra de Sarah. Boen repite el mismo personaje de la anterior película. El Dr. Silberman trata de convencer a Sarah de que el Terminator no es real, pero cuando presencia el T-1000 y el T-800 comienza a dudar de sí mismo.[12]
- Edward Furlong como John Connor: Es el hijo de diez años de Sarah. Recibió entrenamiento de supervivencia desde una edad temprana, pero es llevado a un hogar de crianza después de que su madre es internada. La directora de casting Mali Finn descubrió a Furlong mientras visitaba el Boys and Girls Club de Pasadena (California).[13] Furlong, que no tenía ambiciones de actuar en ese momento, declaró: «Me enamoré [de actuar], no era algo que planeé».[14]
  - Michael Edwards aparece brevemente como John Connor mayor.[15]

El reparto se completó con Jenette Goldstein y Xander Berkeley, quienes interpretan a los padres adoptivos de John, Janelle y Todd Voight, respectivamente. S. Epatha Merkerson interpreta a Tarissa Dyson, la esposa de Miles Dyson. Cástulo Guerra interpreta al amigo de Sarah, Enrique Salceda, quien le proporciona armas. Asimismo, Danny Cooksey interpreta a Tim, el amigo de John. Michael Biehn regresó como Kyle Reese, un soldado de 2029, en una breve aparición en el sueño de Sarah; la escena no apareció en el estreno en cines, pero se restauró en versiones extendidas de la película. Dalton, el hijo de entonces 20 meses de Hamilton, interpreta a John en una secuencia de sueños ambientada en un patio de recreo. DeVaughn Nixon interpreta a Danny Dyson, el hijo de Miles y Tarissa Dyson.

## Producción

### Desarrollo

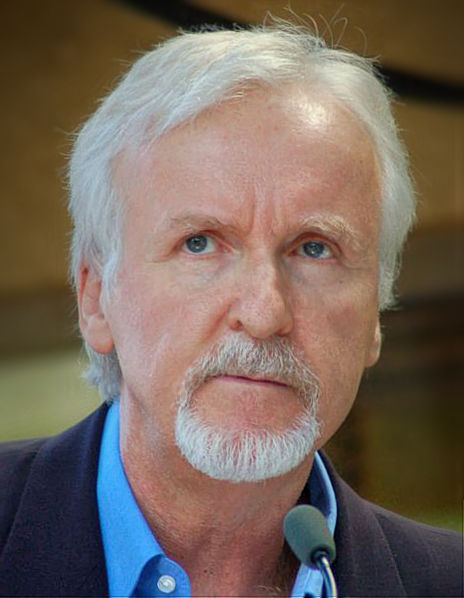
James Cameron (2012), director de Terminator 2.

Las conversaciones sobre una posible secuela de The Terminator surgieron poco después de su lanzamiento, pero varios problemas pendientes impidieron tal producción. Hubo limitaciones técnicas con respecto a las imágenes generadas por computadora, un aspecto de la película esencial para la creación del T-1000. La producción de la película The Abyss (1989), de James Cameron, proporcionó la prueba de concepto necesaria para resolver las preocupaciones técnicas. Por otro lado, también hubo disputas de propiedad intelectual entre Hemdale Film, que era propietaria de la franquicia y obstaculizó los esfuerzos para producir una secuela, y Carolco Pictures. Dado que Hemdale experimentaba problemas financieros, Arnold Schwarzenegger instó a Mario Kassar, director de Carolco, a ofertar por los derechos. Schwarzenegger declaró: «Le recordé a Mario que esto es algo que hemos estado buscando durante cuatro años, y que debería ser él quien debería hacer todo lo posible, sin importar lo que sea necesario para hacer este trato». Finalmente, Carolco pagó a Hemdale 5 millones USD por la franquicia, por lo que se resolvió el estancamiento legal.
El final de las disputas legales coincidió con la voluntad y disponibilidad de Cameron, Schwarzenegger y Linda Hamilton para participar en la película; Schwarzenegger, quien interpretó a Terminator en la entrega inicial, mencionó: «Siempre sentí que deberíamos continuar la historia de Terminator. Le dije a Jim eso justo después de que terminamos la primera película». Él y Hamilton repitieron sus respectivos papeles de la primera película de la franquicia. Después de una extensa búsqueda de casting, se seleccionó al niño de doce años Edward Furlong entre cientos de candidatos para interpretar a John Connor; también se eligió a Robert Patrick para interpretar al T-1000 porque su agilidad enfatizaba la disparidad entre el T-1000 avanzado y el T-800 más antiguo de Schwarzenegger. Patrick había aparecido previamente en el largometraje de acción Die Hard 2 (1990), pero Furlong no tenía experiencia en la actuación formal. Se escogió a Joe Morton para interpretar a Miles Dyson, un científico Cyberdyne que ayudó a desarrollar el nuevo microprocesador para los T-1000.
Con el nombre T2 Productions, James y los coproductores Stephanie Austin y BJ Rack alquilaron una oficina en North Hollywood (Los Ángeles), antes de comenzar a formar el equipo de filmación de Terminator 2. Adam Greenberg, quien trabajó en The Terminator y Ghost (1990), se convirtió en director de fotografía, mientras que Joseph Nemec III, que había trabajado con Cameron en The Abyss, se encargó del diseño de producción. El equipo realizó una búsqueda nacional para buscar una acería, tras los cual se seleccionó una llamada Kaiser Steel, que estaba inactiva y se encuentra en Fontana (California). Localizar un edificio para Cyberdyne fue difícil, ya que el sitio albergaría numerosas acrobacias, tiroteos y explosiones; finalmente se alquiló un parque industrial en Fremont (California). Cameron y William Wisher completaron el borrador del guion de 140 páginas el 10 de mayo de 1990, y para el 15 de julio, el primer borrador del rodaje se había distribuido al elenco y al equipo; los detalles de los guiones técnicamente detallados se mantuvieron en secreto. Tanto el plazo de seis semanas para el guion como el programa de producción acelerada de la película iban a permitir un estreno el 3 de julio de 1991.

### Rodaje
El rodaje de Terminator 2 abarcó 171 días, entre el 9 de octubre de 1990 y el 28 de marzo de 1991, tiempo en que el equipo filmó en el desierto de Mojave, antes de visitar veinte sitios diferentes en California y Nuevo México. Estas ubicaciones van desde el centro comercial Santa Monica Place, donde los dos Terminator luchaban por conseguir llevarse a John, hasta los canales de control de inundaciones en el Valle de San Fernando, que acogió la persecución entre los Terminator y John; un río tuvo que ser redirigido para permitir la filmación en los canales, ya que de otra manera estarían húmedos. Cameron y su equipo también filmaron Terminator 2 en The Corral Bar y el Lake View Medical Center, ambos ubicados en Lake View Terrace. Las tomas externas de Cyberdyne Systems Corporation se filmaron en un edificio de oficinas en la esquina de Gateway Boulevard y Bayside Parkway, en Fremont. Con cerca de mil miembros, el equipo de producción supervisó numerosas acrobacias y secuencias de persecución; una de ellas tuvo lugar en la Ruta Estatal de California 103 (Terminal Island Freeway), entre Long Beach y Los Ángeles. Se colocaron 16 km de cables eléctricos para iluminar la persecución nocturna, que incluye un accidente de helicóptero a gran escala y un camión cisterna, por ejemplo.
La hermana gemela de Hamilton, Leslie Hamilton Gearren, actuó en algunas tomas que requerían dos personas parecidas a Sarah, incluida una escena en la que Sarah y John realizan reparaciones en la cabeza de Terminator, así como en algunas partes donde el T-1000 se hace pasar por Sarah. Gearren hace la versión de Sarah que está más alejada de la cámara, alternando entre la Sarah real y el T-1000. El hijo de Linda Hamilton, Dalton Abbott, aparece como el niño John Connor en la pesadilla de Sarah. Se utilizó a otro par de gemelos, Don y Dan Stanton, para representar una escena en la que el T-1000 imita a un guardia en el asilo.
Un presupuesto sin precedentes de entre 94 y 102 millones USD —3,5 veces el costo de una película promedio y aproximadamente quince veces el presupuesto de 6,4 millones USD de la anterior entrega— se reservó para Terminator 2, lo que la convirtió en la película más cara hasta la fecha. Una proporción significativa de esto se dirigió para pagar los salarios de los actores y el equipo de filmación. Schwarzenegger recibió un avión privado Gulfstream III de entre 11 y 12 millones USD; asimismo, James Cameron obtuvo alrededor de 6 millones USD. La producción en sí, que incluyó efectos especiales y acrobacias, ascendió a 51 millones de dólares. Aunque los medios describieron a la película como la más cara jamás realizada hasta la fecha, si se ajustara a la inflación, Cleopatra (1963) habría costado 219 millones USD de 1995. La película casi había recuperado su presupuesto antes de su lanzamiento. Los derechos mundiales se vendieron por 65 millones USD, los derechos de video por 10 millones y los derechos de televisión por 7 millones.

### Efectos visuales

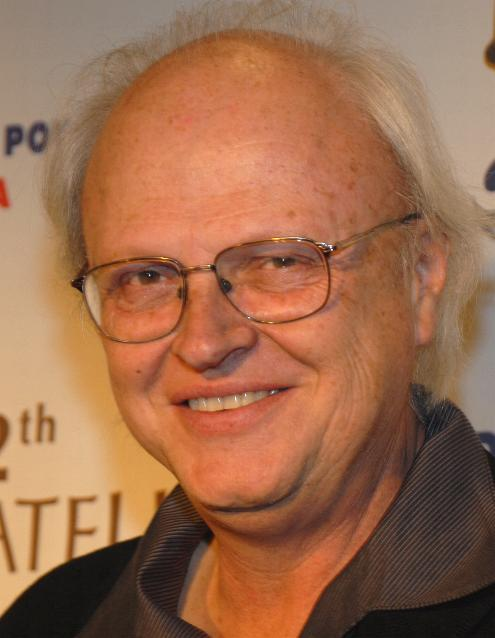
Dennis Muren, de ILM.

Terminator 2 hizo un uso extensivo de imágenes generadas por computadora (CGI) para crear los dos Terminator principales. Dicha tecnología se requirió particularmente para el T-1000, que según se establece en el filme es una estructura de «polialeación mimética» (metal líquido), cuyo carácter cambiante le permite transformarse en casi cualquier cosa que toque. Industrial Light & Magic (ILM) proporcionó la mayoría de los efectos para gráficos por computadora, mientras que Pacific Data Images (PDI) se encargó de los efectos ópticos, y el artista Stan Winston de los efectos prácticos. La creación de los efectos visuales costó 5 millones USD y movilizó a treinta y cinco personas, incluidos animadores, científicos informáticos, técnicos y artistas; conllevó una duración de diez meses. Este proceso produjo un total de cinco minutos de tiempo de ejecución CGI. Se contrató al estudio de Stan Winston para producir títeres articulados y efectos protésicos, además de elaborar los efectos del esqueleto metálico del T-800. El supervisor de efectos visuales de ILM, Dennis Muren, comentó: «Todavía no hemos perdido el espíritu de asombro cuando vemos [los efectos visuales en el T-1000] que se acercan». Los logros técnicos en la creación del CGI para la película contribuyeron a que el equipo de efectos visuales recibiera un Óscar a los mejores efectos visuales en 1992.
Para la escena de la pesadilla de Sarah, Robert y Dennis Skotak (ambos de 4-Ward Production) construyeron un paisaje urbano de Los Ángeles utilizando edificios en miniatura a gran escala, así como carreteras y vehículos realistas. La pareja, después de haber estudiado el volumen real de las pruebas nucleares, simuló la explosión con el empleo de morteros de aire para derribar el paisaje urbano, incluidos los edificios.

### Banda sonora
Brad Fiedel se encargó de crear la banda sonora para la película, al igual que en la anterior entrega de la saga. Recibió el guion del filme antes de ser contratado, aunque lo vio normal por parte de James Cameron al tratarse de una secuela. El director le enviaba pequeñas tomas para hacerse una idea de la música que tenía que crear. Para la creación de la partitura, Fiedel usó dos samplers de audio Fairlight CMI y superpuso varios instrumentos de orquesta. Por otro lado, a diferencia de la primera película, donde usó un compás 13/8, en Terminator 2 empleó un 6/8. Cameron le mencionó que necesitaba cambiar la textura y la calidad de la orquestación del tema respecto a The Terminator; Fiedel declaró: «Solo la profundidad y el sonido deben tener más calidez en comparación con el Terminator original, que es oscuro, azul y muy tenso [...] estás viendo la destrucción de la humanidad y eso provocó que agregara una nueva sección al tema donde hay un sonido de tipo coral». Ha sido considerada una actualización de la anterior, pues usa tecnológica más avanzada, pero los mismos motivos y efectos sintéticos. En referencia a su relación laboral con Cameron, Fiedel comentó: «Estuvimos sincronizados la mayor parte del tiempo, pero recuerdo que algunas veces tuvimos diferentes ideas para el enfoque. Uno fue la persecución del canal. Había hecho una señal de prueba y a Jim [James Cameron] no le gustó [...] me permitió la libertad de encontrar la solución musical. Jim siempre supo cuadro por cuadro de qué se trataba su película y casi siempre fue capaz de comunicarlo claramente. Esto hizo que la conversación fuera muy constructiva y me permitió darle lo que necesitaba».
La discográfica Varèse Sarabande se encargó de publicar la banda el 13 de agosto de 1991 en formato CD. En los años posteriores, Silva Screen Records sacó a la venta una remasterización en agosto de 2010, mientras que en marzo de 2017 Universal Music Group hizo lo mismo. En 2014, Silva Screen lanzó dos versiones en disco de vinilo, una edición limitada para mil personas con solo cuatro pistas («Main Title [Terminator 2 Theme]», «Escape From The Hospital [And T1000]», «Trust Me» y «I'll Be Back») y otra con las veinte canciones originales. Asimismo, se utilizaron otras pistas en la película; una de ellas es «You Could Be Mine», de la banda Guns N' Roses, que se usa en los créditos finales y en una de las primeras escenas en las que sale John Connor. El propio Arnold Schwarzenegger invitó a los miembros de la banda a cenar a su propia casa para negociar el trato. Otra de las canciones es «Bad to the Bone», del grupo George Thorogood & The Destroyers, usada para cuando Terminator sale del bar montado en una moto y con una chaqueta de cuero. «Guitars, Cadillacs», del cantante de música country Dwight Yoakam, también se empleó en la parte del bar, pero en el momento en que entra al mismo y demanda ropa y una moto.
La banda sonora pasó seis semanas en la lista de éxitos musicales Billboard 200, con el puesto 70.º como máxima posición alcanzada. Respecto a los premios, «You Could Be Mine» recibió una nominación a la mejor canción en una película en los MTV Movie & TV Awards (1992). Por otro lado, en relación con las críticas, Heather Phares (Allmusic.com) dijo que «piezas como “Sarah's Dream”, “Desert Suite”, “Cameron's Inferno” y “T1000 Terminated” van desde lo sobrio hasta lo claustrofóbico, pero todas capturan a la perfección la tensión postapocalíptica de la película», así como que tiene «interludios tensos y percusivos y pasajes sinfónicos evocadores».
| Terminator 2: Judgment Day (Original Motion Picture Soundtrack) |                                        |          |  |
| N.º                                                             | Título                                 | Duración |  |
| 1.                                                              | «Main Title (Terminator 2 Theme)»      | 1:57     |  |
| 2.                                                              | «Sarah On The Run»                     | 2:32     |  |
| 3.                                                              | «Escape From The Hospital (And T1000)» | 4:35     |  |
| 4.                                                              | «Desert Suite»                         | 3:27     |  |
| 5.                                                              | «Sarah's Dream (Nuclear Nightmare)»    | 1:52     |  |
| 6.                                                              | «Attack On Dyson (Sarah's Solution)»   | 4:08     |  |
| 7.                                                              | «Our Gang Goes To Cyberdyne»           | 3:12     |  |
| 8.                                                              | «Trust Me»                             | 1:39     |  |
| 9.                                                              | «John & Dyson Into Vault»              | 0:43     |  |
| 10.                                                             | «SWAT Team Attacks»                    | 3:24     |  |
| 11.                                                             | «I'll Be Back»                         | 4:01     |  |
| 12.                                                             | «Helicopter Chase»                     | 2:28     |  |
| 13.                                                             | «Tanker Chase»                         | 1:43     |  |
| 14.                                                             | «Hasta La Vista, Baby (T1000 Freezes)» | 3:03     |  |
| 15.                                                             | «Into The Steel Mill»                  | 1:27     |  |
| 16.                                                             | «Cameron's Inferno»                    | 2:39     |  |
| 17.                                                             | «Terminator Impaled»                   | 2:06     |  |
| 18.                                                             | «Terminator Revives»                   | 2:15     |  |
| 19.                                                             | «T1000 Terminated»                     | 1:43     |  |
| 20.                                                             | «It's Over (Good-Bye)»                 | 4:39     |  |
| 53:33                                                           |                                        |          |  |

### Doblaje en español

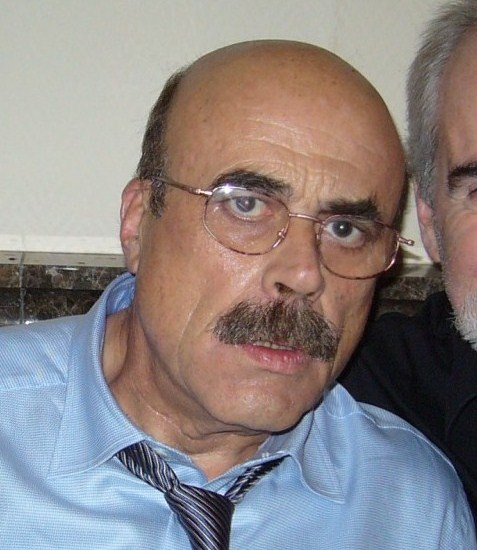
Constantino Romero (2009).

Con el objetivo de adaptarse a los numerosos países de habla hispana, se realizaron dos doblajes: uno en España y otro en Hispanoamérica. En el primer caso, Antonio Lara se encargó de la dirección y el proceso se realizó en los estudios Sonoblok, ubicados en Barcelona. Para el caso de los países hispanoamericanos, el doblaje se realizó en los estudios de la empresa Audiomaster 3000, situados en México, bajo la dirección de la fallecida actriz y directora de doblaje, Cristina Rubiales.
En relación con los actores, en el doblaje para España participaron Constantino Romero —Terminator T-800 (Arnold Schwarzenegger)—, María Luisa Solá —Sarah Connor (Linda Hamilton)—, Roger Pera —John Connor (Edward Furlong)—, Jordi Ribes —T-1000 (Robert Patrick)—, Joaquín Díaz —Dr. Peter Silberman (Earl Boen)—, Alfonso Vallés —Miles Dyson (Joe Morton)— y Manolo García —Kyle Reese (Michael Biehn)—. Constantino Romero, quien también es conocido por doblar a actores como Clint Eastwood, Roger Moore y Sean Connery, cambió la frase «Hasta la vista, baby» que tal cual se dice en la película original a «Sayonara, baby».
Por su parte, para el doblaje mexicano colaboraron Humberto Vélez —Terminator T-800—, Laura Torres —Sarah Connor—, Benjamín Rivera —John Connor—, Martín Soto —T-1000—, César Arias —Dr. Peter Silberman— y Jesse Conde —Miles Dyson—. Blas García, que había doblado anteriormente a Schwarzenegger en varias ocasiones, no fue convocado para la adaptación, por lo que Humberto Vélez, conocido por hacer de Homer Simpson, se encargó de la labor.

## Temas

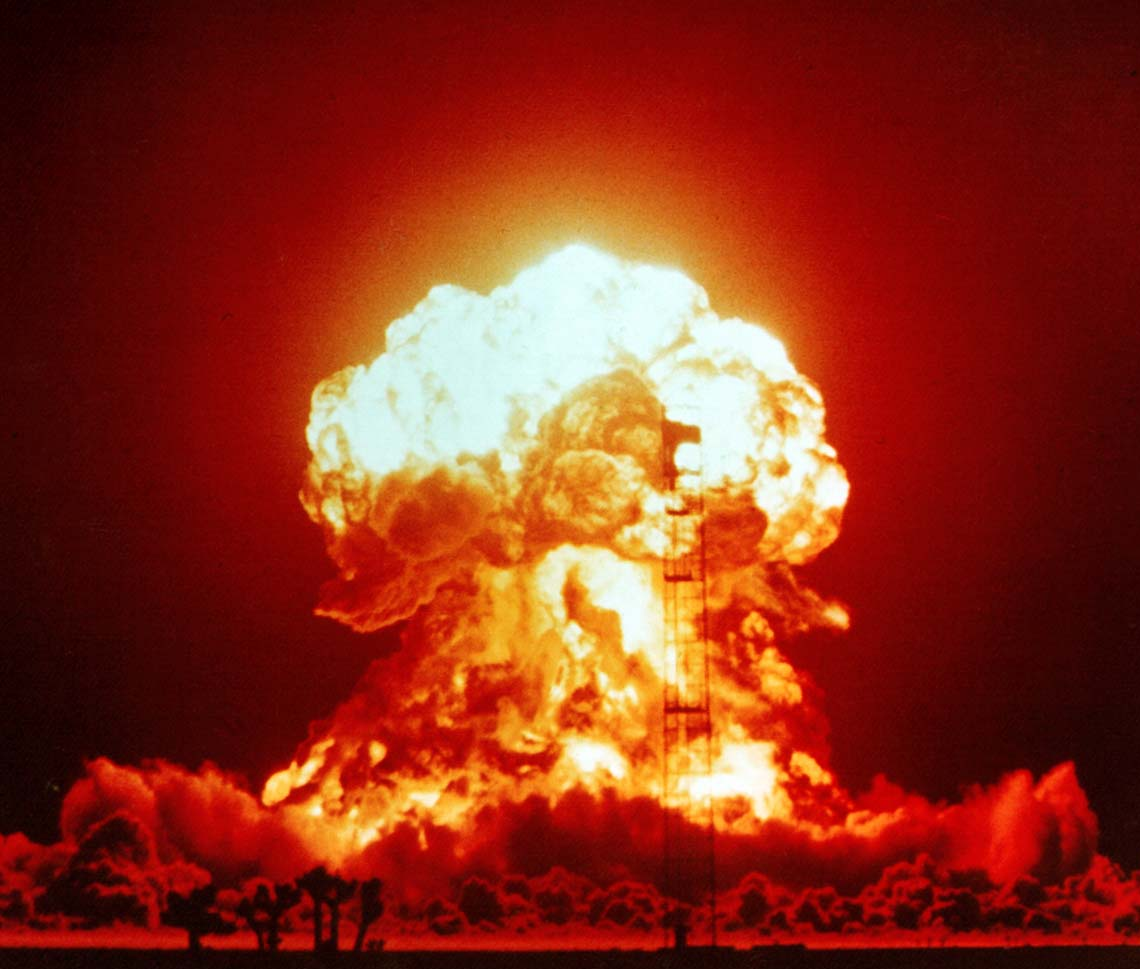
Imagen de la explosión producida en la Operación Upshot-Knothole, en el Emplazamiento de pruebas de Nevada, parecida a la mostrada al principio de la película.

La premisa central de Terminator 2 es el intento de evitar el «Día del Juicio Final» —en referencia a la expresión religiosa del mismo nombre—, fecha en la que Skynet se vuelve consciente de sí mismo y provoca una guerra nuclear que destruye el planeta Tierra. James Cameron ya había utilizado anteriormente el tema de los conflictos en The Abyss; también se muestra en su siguiente película como director tras Terminator 2, Trues Lies (1994), en la que se roba armamento nuclear y hay una explosión en los Cayos de la Florida. Este tema surge en parte por el rearmamento atómico promovido por el entonces presidente de Estados Unidos Ronal Reagan a mediados de los años 1980 tras la Guerra Fría. Al principio de la película, se muestra una escena onírica en la que una ciudad es arrasada por una fogarada atómica, a la que Sarah añade en voz superpuesta: «Tres mil millones de vidas humanas se apagaron el 29 de agosto de 1997. Los supervivientes del fuego nuclear llamaron a aquella guerra el día del juicio final». Por ello, el filme trata sobre «salvar el mundo», por lo que Sarah, con la ayuda del T-800, intenta proteger a su hijo, futuro líder de la «Resistencia humana», ante la amenaza del T-1000; para cumplir el objetivo también deben matar al creador de Skynet y destruir los laboratorios de Cyberdine. Terminator 2 es «una película sobre las consecuencias desastrosas de que los humanos dependan en exceso de la tecnología informática».
Por otro lado, según Roger Ebert: «Schwarzenegger se convierte en una figura paterna para el joven Connor, que nunca ha conocido a su propio padre porque, por lo que puedo recordar, su propio padre vino del futuro». De la misma manera, la periodista Janet Maslin dijo que «Schwarzenegger desarrolla una amabilidad brusca y ganadora que recuerda a John Wayne». Desde Los Angeles Times, Jack Mathews mencionó: «De lo que trata la película, a nivel simbólico, es de la deshumanización que hacemos a diario». Cameron comentó al respecto: «En última instancia, la película trata sobre el valor de la vida humana». Asimismo, añadió que el filme «empodera al individuo. Dice que no importa lo intrascendente que pueda parecer a los demás [...] su existencia individual puede tener un gran valor en el futuro». Mathews relató que «gran parte de esta película es violencia vigilante, y se alienta al público a disfrutar del dolor infligido a los que se describen como merecedores», además de que «Cameron parece equiparar la violencia con la muerte y piensa que cualquier cosa que no sea eso es antiviolencia». Para resumir los temas principales de la película y la influencia de ellos, Mathews sostuvo que «lo que el filme no hará [...] es cambiar las actitudes sobre la violencia, la energía nuclear o la tecnología informática», aunque es «inteligente y divertido».

## Lanzamiento

### Estreno
Para promocionar la película, se lanzó un avance con varias de las escenas. Muchos fanáticos lo consideraron un destripe, ya que revela que el T-1000 es el villano y que el T-800 se une a Sarah para proteger a John Connor, así como que el primero es capaz de cambiar de forma. El filme recibió una calificación R —para mayores de 17 años a menos que estén acompañados por un adulto— por parte de la Motion Picture Association (MPA), debido a «su fuerte acción y violencia de ciencia ficción, y por el lenguaje».
Terminator 2 tuvo su preestreno en los cines Cineplex Odeon Century Plaza en Century City (Los Ángeles) el 1 de julio de 1991, con la presencia de personalidades como Nicolas Cage, Sylvester Stallone, Sharon Stone, Whoopi Goldberg, Michael Douglas y algunos de los actores que participaron en la película. Dos días después, el 3 de julio, se estrenó a nivel nacional en los cines estadounidenses. En España debutó el 5 de diciembre de 1991 en aproximadamente 150 cines. En otros países de habla hispana como México salió el 3 de julio, al mismo tiempo que en Estados Unidos, mientras que a Argentina llegó el 8 de agosto, a Colombia el 16 del mismo mes, y a Uruguay el 5 de septiembre. TriStar Pictures se encargó de la distribución en cines de la película en Estados Unidos. En 1991 se publicaron varias películas que compitieron con Terminator 2, como los filmes de suspense The Silence of the Lambs y Cape Fear, las comedias dramáticas Tomates verdes fritos y Night on Earth, los dramas Días salvajes y JFK, la comedia de terror The Addams Family, la película de animación La bella y la bestia, las de aventuras Robin Hood: príncipe de los ladrones y Hook, y la de acción Point Break. La siguiente es una lista de los estrenos de la película respecto al país.
| Fechas de estreno (Fuente: IMDb)     |                                                                             |                          |                              |
| País                                 | Fecha de estreno                                                            | País                     | Fecha de estreno             |
| Estados Unidos                       | 1 de julio de 1991 (premier en Century City, California) 3 de julio de 1991 | Francia                  | 16 de octubre de 1991        |
| Canadá México                        | 3 de julio de 1991                                                          | Egipto                   | 21 de octubre de 1991        |
| Corea del Sur                        | 6 de julio de 1991                                                          | Alemania                 | 24 de octubre de 1991        |
| Hong Kong                            | 1 de agosto de 1991                                                         | Austria Portugal Turquía | 25 de octubre de 1991        |
| Argentina                            | 8 de agosto de 1991                                                         | Dinamarca                | 8 de noviembre de 1991       |
| Colombia Reino Unido Hungría Irlanda | 16 de agosto de 1991                                                        | España                   | 5 de diciembre de 1991       |
| India Japón                          | 24 de agosto de 1991                                                        | Grecia                   | 12 de diciembre de 1991      |
| Brasil                               | 30 de agosto de 1991                                                        | Italia                   | 19 de diciembre de 1991      |
| Filipinas                            | 3 de septiembre de 1991 (Dávao)                                             | Rusia Ucrania            | 25 de diciembre de 1991      |
| Australia Uruguay                    | 5 de septiembre de 1991                                                     | Checoslovaquia           | 6 de marzo de 1992           |
| Suecia                               | 13 de septiembre de 1991                                                    | Polonia                  | 5 de mayo de 1992            |
| Países Bajos                         | 27 de septiembre de 1991                                                    | China                    | 18 de mayo de 2000 (Beijing) |
| Finlandia                            | 4 de octubre de 1991                                                        | —                        | —                            |

### Formato doméstico

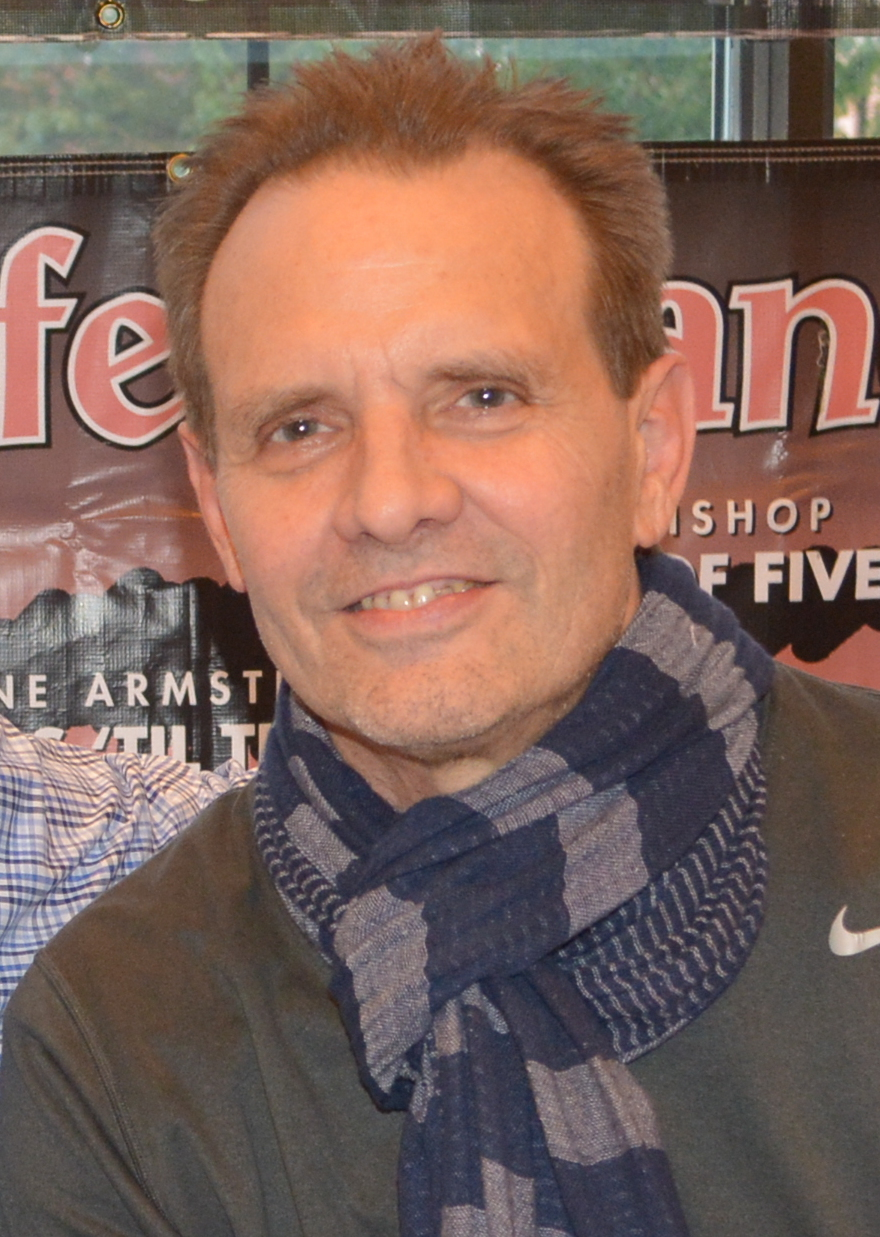
Se incluyeron escenas de Michael Biehn en su papel como Kyle Reese en la edición especial para los formatos Laserdisc y VHS.

La versión original de 137 minutos de la película se estrenó por primera vez en VHS en los Estados Unidos en noviembre de 1991. Batió el récord establecido por Dances With Wolves con 714.000 copias vendidas en tiendas de alquiler. El 24 de noviembre de 1993 se lanzó Terminator 2: Judgment Day: Special Edition para Laserdisc y VHS, que contenía 17 minutos de metraje nunca antes visto, incluidas escenas con Michael Biehn en su papel de Kyle Reese. Los lanzamientos de DVD posteriores Ultimate Edition y Extreme Edition también contienen esta versión de la película. El DVD Extreme Edition tiene varias características de DVD-ROM, entre ellas Infiltration Unit Simulator y T2 FX Studio, una aplicación donde las imágenes de una persona se pueden importar y transformar en un T-800 o T-1000, y Skynet Combat Chassis Designer, un programa donde los espectadores pueden construir una máquina de lucha y seguir su progreso en línea. El DVD Extreme Edition también contiene una edición WMV-HD de la película que se puede ver en formato Full HD 1080p.
El 27 de junio de 2006, Lionsgate lanzó un Blu-ray de la película que se presenta en una transferencia de 1080p ligeramente descolorida y no incluye características especiales. El 19 de mayo de 2009, la misma compañía relanzó la película en Blu-ray con una transferencia de video mejorada, así como un audio DTS-Master Audio 6.1 certificado por THX. Con el nombre SkyNet Edition, también se sacó una edición de coleccionista limitada encerrada en una calavera del T-800. La edición limitada incluye el Blu-ray de 2009, así como los DVD Extreme Edition y Ultimate Edition, además de una copia digital de la película.
En 2015 se lanzó una versión extendida como parte de la caja Terminator Quadrilogy, que contiene las primeras cuatro películas de la franquicia. Sin embargo, no incluye características especiales. Junto a otras numerosas escenas eliminadas agregadas, esta edición presenta un final alternativo que se sitúa en 2027; se muestra a una anciana Sarah que mira a un adulto John, el cual es senador de los Estados Unidos, que juega con su hija en un patio de recreo mientras narra que el «Juicio Final» nunca sucedió.
Dos años después, en julio de 2017, se anunciaron dos nuevos lanzamientos de la película en formato Blue-ray. Primero, una remasterización en 4K, y luego un lanzamiento en Blu-ray 3D de la conversión a 3D sacada en agosto de 2017. Estos relanzamientos incluyen nuevos extras, incluidos avances y documentales de realización. La versión Director's Cut tiene una duración de 154 minutos. Además, se anunció un paquete Endo-arm Special Edition, que incluye las versiones 3D y 4K, así como una banda sonora en CD.
| Escenas eliminadas |
| --- |
| \| - Durante su estadía en el psiquiátrico, poco antes de enterarse de la llegada del T-800, Sarah es golpeada y electrocutada por dos enfermeros para obligarla a tomar un sedante. Mientras duerme, sueña con Kyle Reese, padre de John, quien le encomienda que haga lo necesario proteger a su hijo, ya que se avecinan eventos catastróficos en los que la necesitará a su lado.[100] - Después de que el T-1000 resurja de los restos del camión incendiado, los bomberos intentan apagar el fuego; hay presencia policial también en el sitio, por lo cual el T-1000 pasa desapercibido cuando roba una patrulla.[101] - En el momento en que el T-1000, tras asesinar a los padres adoptivos de John, mata al perro del muchacho descubre que se llamaba «Max» y que fue engañado por el T-800 durante la llamada telefónica. Al revisar la habitación de John encuentra fotos de Sarah y comprende que está en el hospital psiquiátrico, donde decide buscarlos.[100] - Tras escapar del sanatorio, mientras se alojaban en el taller mecánico, el T-800 menciona que aunque posee la capacidad de aprendizaje, esa función está bloqueada en su procesador; por orden de John, el Terminator les da las instrucciones necesarias para abrir su cráneo, desactivarlo, retirar el procesador y habilitar su modo de aprendizaje. Aunque logran retirar el dispositivo, Sarah intenta destruirlo por su miedo y odio hacia la máquina; sin embargo, su hijo no lo permite, por lo que es reactivado, siendo esto lo que motiva a John a enseñarle al T-800 durante el resto de la película actitudes que lo acerquen más a una naturaleza humana. La mañana siguiente, John le pide que intente sonreír, cosa que este hace con una mueca, por lo que el muchacho le aconseja que practique antes de mostrarla a otros.[101][102][103] - Cuando Enrique le ofrece su camioneta a Sarah, ésta le sugiere que él y su familia se vayan esa misma noche de ahí, ya que sus vidas podrían correr peligro.[104] Después, mientras revisan las armas, John le hace una serie de preguntas al T-800, a lo que este le hace ver con sus respuestas que no siente miedo y que su propósito solo se limita a mantenerse activo hasta cumplir con su misión.[105] - Al ir tras Sarah para evitar que asesine a Dyson, John y el T-800, quien no ve alguna ventaja en salvar al científico, discuten sobre el valor de la vida humana y por qué no se debe asesinar a la gente.[106] Después de esto, se ve a Sarah llegar a la mansión de los Dyson; toma posición y coloca un silenciador a su arma.[107] - Tras ser congelado con nitrógeno líquido, destruido y reconstruido gracias a las altas temperaturas de la fundición, el T-1000 muestra, mientras persigue a sus objetivos dentro de la fábrica, una serie de anomalías tales como falta esporádica de cohesión, incapacidad de mantener su forma, transformaciones aleatorias e involuntarias; lo que mostraría que el proceso de congelamiento logró dañarlo en algún nivel.[102][108] - El T-1000, tras derrotar al T-800, se hace pasar por Sarah para acercarse al John pero este lo descubre al ver que no puede mantener una transformación perfecta.[108] - El final alternativo muestra a Sarah en el año 2027 como una mujer de 64 años sentada en un parque que mira a John jugar con sus hijos, mientras ella registra en una grabadora sus pensamientos, señalando que nunca sucedió el «Día del Juicio Final» y ahora su hijo es un senador que lucha para evitar que la gente fabrique cosas como Skynet nuevamente, con el razonamiente de que, si el T-800 pudo aprender el valor de la vida, quizás los humanos también puedan.[92] \| |
| - Durante su estadía en el psiquiátrico, poco antes de enterarse de la llegada del T-800, Sarah es golpeada y electrocutada por dos enfermeros para obligarla a tomar un sedante. Mientras duerme, sueña con Kyle Reese, padre de John, quien le encomienda que haga lo necesario proteger a su hijo, ya que se avecinan eventos catastróficos en los que la necesitará a su lado. - Después de que el T-1000 resurja de los restos del camión incendiado, los bomberos intentan apagar el fuego; hay presencia policial también en el sitio, por lo cual el T-1000 pasa desapercibido cuando roba una patrulla. - En el momento en que el T-1000, tras asesinar a los padres adoptivos de John, mata al perro del muchacho descubre que se llamaba «Max» y que fue engañado por el T-800 durante la llamada telefónica. Al revisar la habitación de John encuentra fotos de Sarah y comprende que está en el hospital psiquiátrico, donde decide buscarlos. - Tras escapar del sanatorio, mientras se alojaban en el taller mecánico, el T-800 menciona que aunque posee la capacidad de aprendizaje, esa función está bloqueada en su procesador; por orden de John, el Terminator les da las instrucciones necesarias para abrir su cráneo, desactivarlo, retirar el procesador y habilitar su modo de aprendizaje. Aunque logran retirar el dispositivo, Sarah intenta destruirlo por su miedo y odio hacia la máquina; sin embargo, su hijo no lo permite, por lo que es reactivado, siendo esto lo que motiva a John a enseñarle al T-800 durante el resto de la película actitudes que lo acerquen más a una naturaleza humana. La mañana siguiente, John le pide que intente sonreír, cosa que este hace con una mueca, por lo que el muchacho le aconseja que practique antes de mostrarla a otros. - Cuando Enrique le ofrece su camioneta a Sarah, ésta le sugiere que él y su familia se vayan esa misma noche de ahí, ya que sus vidas podrían correr peligro. Después, mientras revisan las armas, John le hace una serie de preguntas al T-800, a lo que este le hace ver con sus respuestas que no siente miedo y que su propósito solo se limita a mantenerse activo hasta cumplir con su misión. - Al ir tras Sarah para evitar que asesine a Dyson, John y el T-800, quien no ve alguna ventaja en salvar al científico, discuten sobre el valor de la vida humana y por qué no se debe asesinar a la gente. Después de esto, se ve a Sarah llegar a la mansión de los Dyson; toma posición y coloca un silenciador a su arma. - Tras ser congelado con nitrógeno líquido, destruido y reconstruido gracias a las altas temperaturas de la fundición, el T-1000 muestra, mientras persigue a sus objetivos dentro de la fábrica, una serie de anomalías tales como falta esporádica de cohesión, incapacidad de mantener su forma, transformaciones aleatorias e involuntarias; lo que mostraría que el proceso de congelamiento logró dañarlo en algún nivel. - El T-1000, tras derrotar al T-800, se hace pasar por Sarah para acercarse al John pero este lo descubre al ver que no puede mantener una transformación perfecta. - El final alternativo muestra a Sarah en el año 2027 como una mujer de 64 años sentada en un parque que mira a John jugar con sus hijos, mientras ella registra en una grabadora sus pensamientos, señalando que nunca sucedió el «Día del Juicio Final» y ahora su hijo es un senador que lucha para evitar que la gente fabrique cosas como Skynet nuevamente, con el razonamiente de que, si el T-800 pudo aprender el valor de la vida, quizás los humanos también puedan.                                                                            |

### Reestreno en 3D
El 29 de agosto de 2016 (una referencia al 29 de agosto de 1997, fecha en la que Skynet se vuelve consciente de sí mismo en las películas), se anunció que la película sería remasterizada digitalmente en 3D para conmemorar su veinticinco aniversario, con una remasterización mundial. Se eligió el corte original de 137 minutos, ya que la edición extendida no es la preferida de James Cameron. Varias tomas de cámara de la secuencia de persecución inicial se modificaron digitalmente para corregir un error de continuidad menor que había preocupado a Cameron desde su lanzamiento en 1991. DMG Entertainment y StudioCanal trabajaron junto con Cameron para convertir la película con el uso de la tecnología StereoD. Al igual que en la versión 3D de Titanic (1997), Lightstorm Entertainment supervisó el trabajo en la conversión de Terminator 2, que empleó alrededor de 1800 artistas y un tiempo de ocho meses. Distrib Films US, una empresa que normalmente distribuye filmes extranjeros, se encargó la lanzar la restauración. El estudio lanzó la película exclusivamente durante una semana en los AMC Theatres de todo Estados Unidos. La versión 3D se inauguró el viernes 25 de agosto de 2017 en 371 salas de cine, con un total de ganancias de 552 773 USD en su primer fin de semana y un promedio de 1490 USD por pantalla.

## Recepción

### Comercial
Terminator 2 se vio en 2274 cines de Estados Unidos el día de su estreno, con ganancias de 52 millones USD durante los cinco días de vacaciones por la celebración del 4 de julio (Día de la Independencia). La película batió una marca como el filme de estreno que más recaudó en un miércoles, con 11,66 millones USD. En los días posteriores, de viernes a domingo, la película ganó 31 millones USD, el segundo fin de semana de estreno más grande de todos los tiempos después de los 42 millones USD de Batman (1989). La película fue la más taquillera en su fin de semana de estreno en el Reino Unido, con un ingreso bruto de 2,337,980 GBP tras haberse proyectado en 303 salas de cine; en el cómputo total de su primera semana obtuvo 4,631,895 GBP, cifra con la que superó el dato establecido por The Silence of the Lambs (1991). En otros países como Francia recaudó 54,15 millones FRF en su primera semana, mientras que en Alemania consiguió 8,1 millones USD repartidos en 474 pantallas en el mismo periodo de tiempo. En España, el periódico El País creó un artículo llamado «Ocupación masiva de pantallas» en referencia a Terminator 2, pues con su estreno en 150 cines podía compararse en éxito de audiencia con la película local Tacones lejanos (1991), de Pedro Almodóvar.
En total, en el mercado doméstico consiguió unos ingresos de 204,8 millones USD, de forma que se ubicó en la primera posición entre los filmes más taquilleros de 1991, por encima Robin Hood: príncipe de los ladrones (164,3 millones USD), Home Alone (138,6 millones USD), The Silence of the Lambs (129,6 millones USD), City Slickers (124 millones USD) y Dances with Wolves (121,6 millones USD). Entre los otros países, la película consiguió un volumen de ventas en taquilla por valor de 312,1 millones USD, lo que da un total de 520,9 millones USD al sumar los ingresos domésticos. Según el sitio web Box Office Mojo, se vendieron cerca de 48,656,400 entradas en el mercado doméstico.

### Crítica

#### Anglosajona

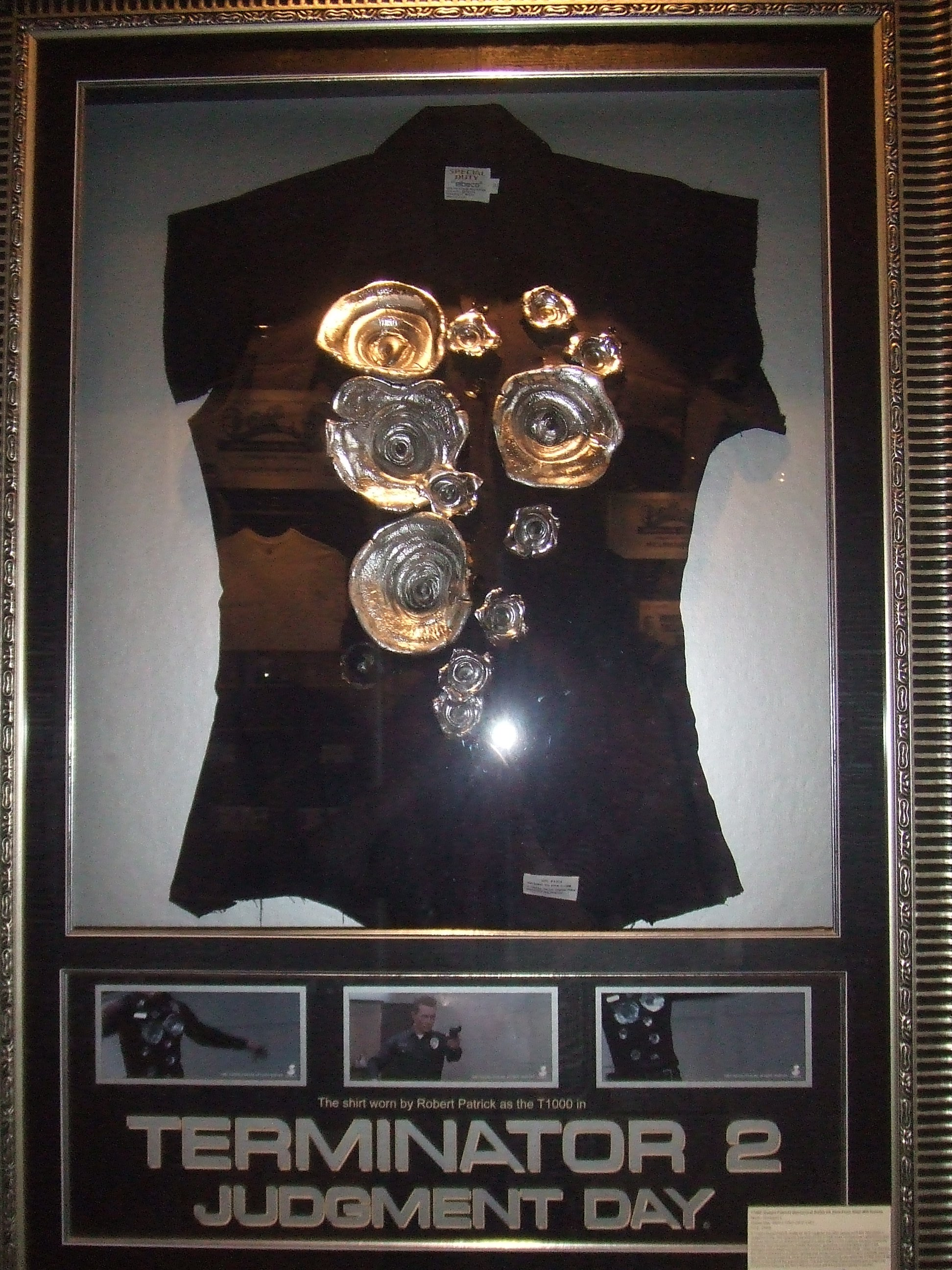
Camisa del T-1000 en el London Film Museum, en Londres.

El portal de reseñas Rotten Tomatoes sitúo el nivel de aprobación de Terminator 2: El juicio final en un 93 %, de acuerdo con 82 reseñas y una crítica consensuada que señala: «Presenta secuencias de acción emocionantes y efectos visuales deslumbrantes, pero lo que lleva este hito de acción y ciencia ficción al siguiente nivel es la profundidad de los personajes humanos (y cíborgs)». Por otro lado, el sitio web Metacritic le asignó una puntuación de 75 sobre 100 basada en 22 reseñas, lo que significa una recepción crítica «generalmente favorable». La empresa de investigación de mercados CinemaScore le otorgó a la película una nota de «A+».
El crítico de cine Roger Ebert, del Chicago Sun-Times, le otorgó una puntuación de tres estrellas y media sobre cuatro y declaró: «El genio de Schwarzenegger como estrella de cine es encontrar roles que se basen en, en lugar de socavar, sus características físicas y vocales». Ebert elogió los efectos especiales y al T-1000; sobre el cíborg dijo: «Es un villano espléndido, con buenas suertes compactas y una expresión suave». Para terminar su artículo, declaró que «Terminator 2 tiene uno [villano], junto con un héroe intrigante [T-800] y una heroína feroz [Sarah Connor], y un niño que es interpretado por Furlong con agallas y energía. El filme responde a las críticas sobre la violencia excesiva templando la sed de sangre de Terminator, pero nadie, creo, se quejará de que no tiene suficiente acción». Por su parte, Hal Hinson, de The Washington Post, también fue positivo y escribió que «nadie en las películas de hoy [escrito en 1991] puede igualar el talento de Cameron para este tipo de acción hiperbólica en la pantalla grande». En relación con la actuación de Schwarzenegger, Hinson comentó de manera humorística que el actor «expresa más su propia humanidad cuando hace de máquina que cuando interpreta a personas reales». También ensalzó la labor de Furlong, de quien dijo que «ofrece una de las actuaciones más relajadas para un actor infantil jamás filmada».
Gene Siskel, del Chicago Tribune, también se mostró entusiasmado con la película y sobre todo con sus efectos especiales, a los que calificó como «realmente espectaculares y a veces desconcertantes». Por otro lado, comentó que Terminator 2 es «más agradable que la original». Al escribir para Time, Richard Corliss estaba mucho menos complacido, afirmando que la película era una «enorme parábola visionaria que cautiva intermitentemente y finalmente decepciona. Terminator 2 es la mitad de una película excelente, la mitad equivocada». Corliss criticó negativamente el alto presupuesto de la película y algunas actuaciones: «Terminator 2 se desvanece para transformar a Schwarzenegger en una mezcla de E.T. y Shane. En cuanto a Hamilton [...] degenera en una fanfarrona radical, como Patty Hearst en su fase SLA. ¿Vale esto 100 millones de dólares?».
El crítico Leonard Maltin le dio a la película dos estrellas y media sobre cuatro, y dijo: «Como tantas secuelas, carece de la frescura de la primera película y no nos da a nadie a quien apoyar». Peter Bradshaw, de The Guardian, argumentó en la misma línea que Maltin: «En mi opinión, carecía de la claridad y la fuerza de acero de la original», al tiempo que reconocía que fue «filmada dinámicamente». Peter Travers (Rolling Stone) mencionó en su revisión que «los efectos visuales y de maquillaje son de última generación», por lo que entendió el alto presupuesto de la película. Por otro lado, hizo una comparación: «Es el equivalente a hacer una secuela de The Silence of the Lambs en la que Hannibal Lecter se vuelve vegetariano». Finalmente, Travers puntuó la película con tres estrellas sobre cuatro.

#### Hispanoamericana y española
En el mundo de habla hispana, Terminator 2 también recibió críticas mayoritariamente positivas. Adrián Álvarez, de la revista española Hobby Consolas, calificó a la película como un «clasicazo», a lo que añadió que es «un retrato de lo que fueron los 90 en general y el cine de acción en particular». Asimismo, elogió el guion y la labor de Cameron, pues dijo sobre ello: «Claro que no es sólo la acción lo que ejecuta Cameron con solvencia, sino cada secuencia de un guion que sabe cuando morder, cuando emocionarte y cuando dejarte clavado en el asiento. Es una batidora de sensaciones con un nivel de detalle propio de alguien que adora su oficio y a su público, y que no se conforma con hacer que una secuencia siga a la otra». Para Álvarez, lo mejor de la película son «sus secuencias de acción, el T-1000 y los efectos especiales, la música, el casting», y lo peor es que se toma «ciertas licencias de guion que se colocan en aras de que la trama avance». Como valoración general, le otorgó una nota «excelente» de noventa y cuatro sobre cien. En su revisión, Fotogramas le otorgó tres de cinco estrellas y declaró: «Fastuosa secuela de uno de los títulos emblemáticos del cine fantástico de los 80, que sustituye la contenida simplicidad del referente por una extremada aparatosidad de efectos. Si bien se echa en falta la pureza original, no se le puede negar inteligencia en sus propuestas y eficacia en su recargada resolución».
Por su parte, Martin Robles, del sitio web AlohaCriticón, valoró a la película con una puntuación perfecta de cinco estrellas. Tras comparar Terminator 2 con su precuela, el revisor expuso: «Creo que Cameron es el único director que conozco capaz de recuperar viejas historias, rodar segundas partes de ellas y que estas sean incluso, a veces, mejores que las originales». Robles tildó a la película de «drama clásico», además de decir que está «repleta de inolvidables escenas de acción». Desde el portal web Espinof.com, Alberto Abuín aseguró: «Terminator 2: El juicio final es prácticamente lo mismo que su predecesora, pero con muchos más millones de dólares. Son numerosos los instantes en los que la película parece más un remake millonario del primer film que una secuela y en ella se revelan los mayores defectos de un director nacido para el espectáculo, pero no para otras cosas». Por otro lado, se mostró negativo en cuanto al guion, ya que según él está «lleno de incongruencias» y hace que sea más difícil seguir la cronología de los sucesos. DeCine21.com apuntó que la película «supuso toda una revolución en el campo de los efectos visuales gracias a T-1000, el robot que adopta todo tipo de formas», para luego darle una puntuación de siete sobre diez.

### Premios y reconocimientos

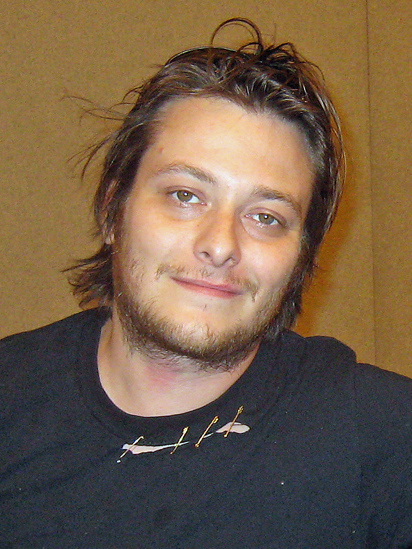
Edward Furlong (en 2009) ganó un Premio Saturn.

Terminator 2: El juicio final se hizo acreedora a varios premios y nominaciones, como la consecución de cuatro premios Óscar por mejor maquillaje y peluquería, mejor sonido, mejor edición de sonido y mejores efectos visuales, así como nominaciones a mejor fotografía y mejor montaje. Asimismo, la película fue una de las protagonistas en los premios Saturn, con cinco primeros puestos y tres nominaciones. En los MTV Movie & TV Awards también fue candidata a varias categorías, con seis premios y dos nominaciones. Por otro lado, recibió nominaciones para los premios BAFTA, American Society of Cinematographers (ASC), People's Choice, Hugo, Eddie y los de la Academia Japonesa, incluidas varias victorias.
La película recibió el reconocimiento de ser incluida en varias de las listas del American Film Institute (AFI). Así, figura en el puesto 77.º de AFI's 100 años... 100 películas de suspense y en el 8.º de AFI's 10 Top 10 en la categoría de ciencia ficción. A ello se suma que la frase «Hasta la vista, baby» —también pronunciada en algunos doblajes como «Sayonara, baby»— entró en el 76.º lugar en el listado AFI's 100 años... 100 frases, además de que el personaje Terminator se encuentra en el puesto 48.º de los «héroes» en AFI's 100 años... 100 héroes y villanos. La revista británica Empire la incluyó en el número 35 de su lista de las 500 mejores películas de todos los tiempos.
| \| Premios \| Categoría \| Receptor \| Resultado \| \| ------------------------------------------- \| -------------------------------------- \| ------------------------------------------------------------ \| --------- \| \| Premios BAFTA (1991)[143] \| Mejor diseño de producción \| Joseph Nemec III \| Nominado \| \| Premios BAFTA (1991)[143] \| Mejor sonido \| Lee Orloff, Tom Johnson, Gary Rydstrom y Gary Summers \| Ganador \| \| Premios BAFTA (1991)[143] \| Mejores efectos visuales \| Stan Winston, Dennis Muren, Robert Skotak y Gene Warren, Jr. \| Ganador \| \| Premios Saturn (1991)[142] \| Mejor actriz \| Linda Hamilton \| Ganador \| \| Premios Saturn (1991)[142] \| Mejor director \| James Cameron \| Ganador \| \| Premios Saturn (1991)[142] \| Mejor interpretación de un actor joven \| Edward Furlong \| Ganador \| \| Premios Saturn (1991)[142] \| Mejor película de ciencia ficción \| Terminator 2: El juicio final \| Ganador \| \| Premios Saturn (1991)[142] \| Mejores efectos especiales \| Stan Winston, ILM, Fantasy II y 4 Ward Productions \| Ganador \| \| Premios Saturn (1991)[142] \| Mejor actor \| Arnold Schwarzenegger \| Nominado \| \| Premios Saturn (1991)[142] \| Mejor actor de reparto \| Robert Patrick \| Nominado \| \| Premios Saturn (1991)[142] \| Mejor guion \| James Cameron y William Wisher, Jr \| Nominado \| \| Premios ASC (1992)[144] \| Mejor fotografía \| Adam Greenberg \| Nominado \| \| Premios People's Choice (1992)[145] \| Película favorita \| Terminator 2: El juicio final \| Ganador \| \| Premios Óscar (1992)[46] \| Mejor fotografía \| Adam Greenberg \| Nominado \| \| Premios Óscar (1992)[46] \| Mejor maquillaje y peluquería \| Stan Winston y Jeff Dawn \| Ganador \| \| Premios Óscar (1992)[46] \| Mejor sonido \| Tom Johnson, Gary Rydstrom, Gary Summers y Lee Orloff \| Ganador \| \| Premios Óscar (1992)[46] \| Mejor edición de sonido \| Gary Rydstrom y Gloria S. Borders \| Ganador \| \| Premios Óscar (1992)[46] \| Mejores efectos visuales \| Dennis Muren, Stan Winston, Robert Skotak y Gene Warren, Jr. \| Ganador \| \| Premios Óscar (1992)[46] \| Mejor montaje \| Conrad Buff, Mark Goldblatt y Richard A. Harris \| Nominado \| \| MTV Movie & TV Awards (1992)[67] \| Mejor secuencia de acción \| «L.A. Freeway Scene» \| Ganador \| \| MTV Movie & TV Awards (1992)[67] \| Mejor actor secundario \| Edward Furlong \| Ganador \| \| MTV Movie & TV Awards (1992)[67] \| Mejor actuación femenina \| Linda Hamilton \| Ganador \| \| MTV Movie & TV Awards (1992)[67] \| Mejor actuación masculina \| Arnold Schwarzenegger \| Ganador \| \| MTV Movie & TV Awards (1992)[67] \| Mejor película \| Terminator 2: El juicio final \| Ganador \| \| MTV Movie & TV Awards (1992)[67] \| Mejor canción en una película \| «You Could Be Mine», de Guns N' Roses \| Nominado \| \| MTV Movie & TV Awards (1992)[67] \| Mejor villano \| Robert Patrick \| Nominado \| \| MTV Movie & TV Awards (1992)[67] \| Actriz más deseada \| Linda Hamilton \| Ganador \| \| Premios Hugo (1992)[146] \| Mejor representación dramática \| James Cameron y William Wisher, Jr \| Ganador \| \| Premios Eddie (1992)[147] \| Mejor edición \| Conrad Buff IV, Mark Goldblatt y Richard A. Harris \| Nominado \| \| Premios de la Academia Japonesa (1992)[148] \| Mejor película de lengua extranjera \| Terminator 2: El juicio final \| Nominado \| |                                        |                                                              |           |
| Premios | Categoría                              | Receptor                                                     | Resultado |
| Premios BAFTA (1991) | Mejor diseño de producción             | Joseph Nemec III                                             | Nominado  |
| Premios BAFTA (1991) | Mejor sonido                           | Lee Orloff, Tom Johnson, Gary Rydstrom y Gary Summers        | Ganador   |
| Premios BAFTA (1991) | Mejores efectos visuales               | Stan Winston, Dennis Muren, Robert Skotak y Gene Warren, Jr. | Ganador   |
| Premios Saturn (1991) | Mejor actriz                           | Linda Hamilton                                               | Ganador   |
| Premios Saturn (1991) | Mejor director                         | James Cameron                                                | Ganador   |
| Premios Saturn (1991) | Mejor interpretación de un actor joven | Edward Furlong                                               | Ganador   |
| Premios Saturn (1991) | Mejor película de ciencia ficción      | Terminator 2: El juicio final                                | Ganador   |
| Premios Saturn (1991) | Mejores efectos especiales             | Stan Winston, ILM, Fantasy II y 4 Ward Productions           | Ganador   |
| Premios Saturn (1991) | Mejor actor                            | Arnold Schwarzenegger                                        | Nominado  |
| Premios Saturn (1991) | Mejor actor de reparto                 | Robert Patrick                                               | Nominado  |
| Premios Saturn (1991) | Mejor guion                            | James Cameron y William Wisher, Jr                           | Nominado  |
| Premios ASC (1992) | Mejor fotografía                       | Adam Greenberg                                               | Nominado  |
| Premios People's Choice (1992) | Película favorita                      | Terminator 2: El juicio final                                | Ganador   |
| Premios Óscar (1992) | Mejor fotografía                       | Adam Greenberg                                               | Nominado  |
| Premios Óscar (1992) | Mejor maquillaje y peluquería          | Stan Winston y Jeff Dawn                                     | Ganador   |
| Premios Óscar (1992) | Mejor sonido                           | Tom Johnson, Gary Rydstrom, Gary Summers y Lee Orloff        | Ganador   |
| Premios Óscar (1992) | Mejor edición de sonido                | Gary Rydstrom y Gloria S. Borders                            | Ganador   |
| Premios Óscar (1992) | Mejores efectos visuales               | Dennis Muren, Stan Winston, Robert Skotak y Gene Warren, Jr. | Ganador   |
| Premios Óscar (1992) | Mejor montaje                          | Conrad Buff, Mark Goldblatt y Richard A. Harris              | Nominado  |
| MTV Movie & TV Awards (1992) | Mejor secuencia de acción              | «L.A. Freeway Scene»                                         | Ganador   |
| MTV Movie & TV Awards (1992) | Mejor actor secundario                 | Edward Furlong                                               | Ganador   |
| MTV Movie & TV Awards (1992) | Mejor actuación femenina               | Linda Hamilton                                               | Ganador   |
| MTV Movie & TV Awards (1992) | Mejor actuación masculina              | Arnold Schwarzenegger                                        | Ganador   |
| MTV Movie & TV Awards (1992) | Mejor película                         | Terminator 2: El juicio final                                | Ganador   |
| MTV Movie & TV Awards (1992) | Mejor canción en una película          | «You Could Be Mine», de Guns N' Roses                        | Nominado  |
| MTV Movie & TV Awards (1992) | Mejor villano                          | Robert Patrick                                               | Nominado  |
| MTV Movie & TV Awards (1992) | Actriz más deseada                     | Linda Hamilton                                               | Ganador   |
| Premios Hugo (1992) | Mejor representación dramática         | James Cameron y William Wisher, Jr                           | Ganador   |
| Premios Eddie (1992) | Mejor edición                          | Conrad Buff IV, Mark Goldblatt y Richard A. Harris           | Nominado  |
| Premios de la Academia Japonesa (1992) | Mejor película de lengua extranjera    | Terminator 2: El juicio final                                | Nominado  |

## Adaptaciones y secuelas

### Novelas e historietas
En los años posteriores a su lanzamiento, se publicaron varios libros basados en la película. La editorial Marvel Comics adaptó la película como una miniserie de tres números dibujados por Klaus Janson durante 1991. En Malibu Comics se publicaron dos historietas, T2: Cybernetic Dawn (con Dan Abnett, Gerry Kline, Mark Paniccia como escritores y Rob Prior como ilustrador) y T2: Nuclear Twilight (escrita por Mark Paniccia e ilustrada por Gary Erskine y W. Moose Baumann). Por otro lado, S. M. Stirling creó una serie llamada T2 que consiste en tres novelas: T2: Infiltrator (2000), T2: Rising Storm (2002) y T2: The Future War (2003). Russell Blackford también se animó a escribir sobre el universo de la película con una serie de novelas llamada The New John Connor Chronicles y compuesta por Dark Futures (2002), An Evil Hour (2003) y Times of Trouble (2003). Randall Frakes lanzó en 1991 una novela basada en el guion de la película, a la par que Jeff Campbell realizó Terminator 2 Judge Day: Mighty Chronicles (1998), con ilustraciones originales.

### Cine y televisión
Posteriormente se estrenaron las películas Terminator 3: La rebelión de las máquinas (2003), Terminator Salvation (2009), Terminator Génesis (2015) y Terminator: Dark Fate (2019). En la sexta película, Dark Fate, se creó una secuela alternativa de Terminator 2 que ignora los eventos de Terminator 3 en adelante. Arnold Schwarzenegger aparece en persona en todas menos en Terminator Salvation, ya que en ese tiempo ocupaba el puesto de Gobernador de California; sale brevemente de manera holográfica.
Por otra parte, Warner Bros. Television Studios produjo la serie televisiva Terminator: The Sarah Connor Chronicles (Terminator: Las crónicas de Sarah Connor, en español) que se transmitió en Fox Broadcasting Company (FOX) entre 2008 y 2009. Gira en torno a las vidas de los personajes ficticios Sarah y John Connor después de los eventos de Terminator 2, de forma que ignora las siguientes películas de la franquicia. A diferencia de los filmes, en la serie no aparecen los mismos actores; Lena Headey y Thomas Dekker interpretan a Sarah y John, respectivamente.

### Videojuegos y otros medios

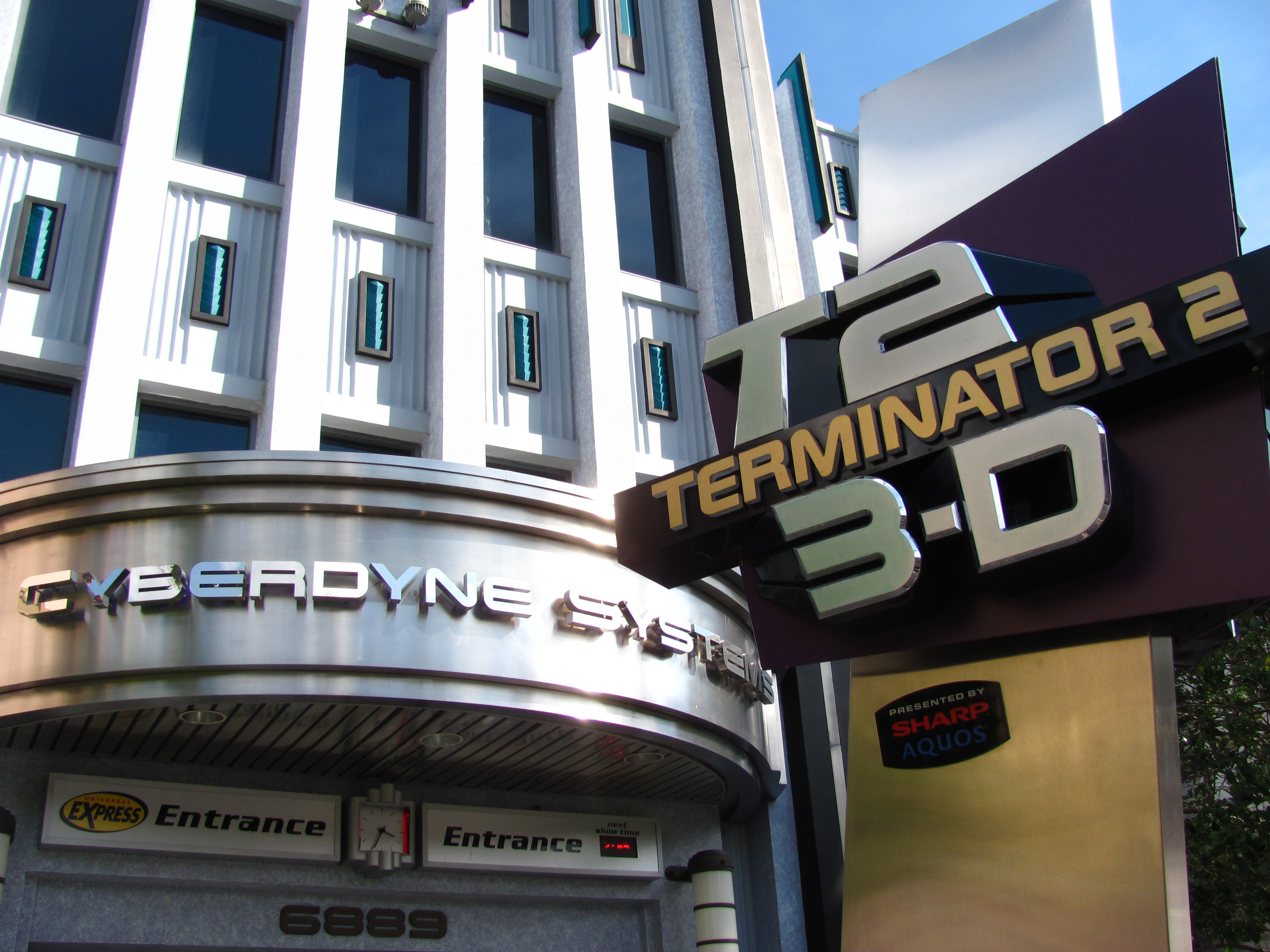
Entrada de T2-3D: Battle Across Time, en Universal Studios Florida.

En 1996, Cameron dirigió una atracción en los parques temáticos de Universal Studios titulada T2-3D: Battle Across Time (T2 3-D: Batalla a Través del Tiempo, en español) que devuelve a Schwarzenegger, Hamilton, Patrick y Furlong a sus respectivos papeles. Con un costo de producción de 60 millones USD y un tiempo de ejecución de doce minutos, se convirtió en la empresa más cara por minuto en la historia del cine. La atracción se inauguró en Universal Studios Florida el 27 de abril de 1996, con la apertura de lugares adicionales en Universal Studios Hollywood en mayo de 1999 y Universal Studios Japan en marzo de 2001.
Por otro lado, se han realizado numerosas adaptaciones de Terminator 2 a los videojuegos por parte desarrolladoras como Midway Games, Software Creations, Dementia, WMS Industries y Bits Studios. Entre los juegos se incluyen una versión arcade realizada en 1991; Terminator 2: Judgment Day (1992) versión 8 bits para las plataformas Nintendo Entertainment System, Game Gear y Master System; una versión lanzada en 1991 para la Game Boy; una adaptación de ordenador de 1991 para Amiga, Amstrad CPC, Atari ST, Commodore 64, DOS, ZX Spectrum; una versión de 16 bits (1993) para Mega Drive y Super Nintendo; y Terminator 2: Judgment Day - Chess Wars (1993), un juego de ajedrez para los sistemas DOS.
Con el lanzamiento de la película, varias empresas comenzaron a fabricar productos relacionados con Terminator 2. Por ejemplo, Milton Bradley Company lanzó un juego de mesa para entre dos y cuatro jugadores cuyo objetivo es recolectar partes de Terminator y archivos de computadora, mientras se lucha contra el T-1000. Leading Edge Games también sacó al mercado un juego de rol llamado «Terminator 2: Year of Darkness», basado en un sistema de combate en miniatura en el que los humanos se enfrentan a Skynet. Por otro lado, la empresa juguetera Galoob creó tres conjuntos de figuritas, entre las que se incluyen el T-800, Sarah Connor, el T-1000 y John Connor, además de varios vehículos y derivados de los personajes anteriores. Asimismo, Kenner Products y Macfarlane realizaron diversos juguetes sobre los personajes de la película; National Entertainment Collectibles Association (NECA) recreó las figuras hechas por Kenner con mayor escala y detalle. Steve Ritchie se encargó de diseñar una máquina de pinball publicada por Williams Electronic Games.

## Filmografía
- Hudson, David G.; Marsh, Ed W. (directores) (1991). The Making of 'Terminator 2: Judgment Day' (Producción televisiva) (en inglés). Beverly Hills, California: Carolco Pictures.